# Rotala ritchiei
Rotala ritchiei är en fackelblomsväxtart som beskrevs av Emil Bernhard Koehne. Rotala ritchiei ingår i släktet Rotala och familjen fackelblomsväxter. Inga underarter finns listade i Catalogue of Life.